# CS/VP3 MRAP
CS/VP3 MRAP, также известный как CS/VP3 Bigfoot, — бронеавтомобиль класса MRAP, разработанный компанией Poly Technologies и производимый компанией Changan Automobile в Китае. Был впервые представлен на Китайской международной авиационной и аэрокосмической выставке 2012 года в Чжухае, Китай, а за рубежом – на оборонной выставке DSA 2012 года в Куала-Лумпуре, Малайзия.

## История
Расширение операций проводимых Китаем в составе миротворческих сил ООН увеличило спрос на бронеавтомобили типа MRAP. Ранее у Китая не было MRAP отечественного производства, и вместо этого для проведения операций использовались БМП и БТР.
В 2009 году Китай начал переговоры с частной южноафриканской компанией Mobile Land Systems (MLS) о разработке бронеавтомобиля CAPRIVI-Mk1 (CS/VP3) MRAP совместно с Changan Automobile. В начале 2010 года компания MLS предоставила Changan Automobile три CAPRIVI-Mk1 для испытаний, девять новых автомобилей в разобранном виде, а также провела обучение китайских инженеров. Общая стоимость контракта составила 40 миллионов южноафриканских рэндов (около 6 миллионов долларов США), включая передачу технологий и лицензий.

## Конструкция
CS/VP3 предназначен для обеспечения безопасной транспортировки личного состава и техники в условиях угрозы противотанковых мин. Машина имеет V-образный корпус, полный привод и колесную формулу 4х4. V-образный корпус отражает взрывы, исходящие от днища автомобиля, от находящихся в нём людей и основных движущихся компонентов.
Используется цельносварная стальная броня, а баллистическая защита уровня от BR-3 до BR-7 может быть установлена по индивидуальному заказу. Корпус может выдержать взрывы мощностью 8 кг тротила, а колёса выдерживают взрывы мощностью 16 кг тротила.
Моторный отсек расположен в передней части машины. Двигатель представляет собой дизельный двигатель неизвестной марки, конструкции и модели, мощностью 260 лошадиных сил, что позволяет автомобилю развивать максимальную скорость 92 км/ч. Экипаж располагается в середине, а десантный отсек расположен сзади, где установлены по пять сидений с каждой стороны. Имеется множество внешних отсеков для хранения оборудования, например боеприпасов.
Кабина имеет две двери с обеих сторон, а десантный отсек имеет одну заднюю дверь, а также аварийную дверь справа.
По обеим сторонам машины имеются четыре пуленепробиваемых окна, все с бойницами в центре. В передней части боевого отделения имеются два больших пуленепробиваемых окна, а в нижнем правом углу правого бокового окна находится бойница. В заднем стекле задней двери также имеется пуленепробиваемое окно с бойницей посередине.

## На вооружении
- Китай - Народно-освободительная армия Китая
- Кения - Полиция Кении - 25 машин были поставлены в 2018 году[1][15]
- Нигерия- Сухопутные войска Нигерии - 40 машин были поставлены в 2018 году[2][16]
- Филиппины - Служба охраны президента Филиппин - 4 машины были поставлены в 2022 году. Оснащены боевыми модулями и средствами РЭБ.[4]
- Уганда - Национальная полиция Уганды - 35 машин были поставлены в 2016 году[3]
- Замбия - Сухопутные войска Замбии[5]